# LGV Atlantique
La LGV Atlantique, o ligne nouvelle 2 (LN2), è una linea ferroviaria francese ad alta velocità che collega Parigi all'ovest della Francia.
Entrata in servizio nel settembre 1989, questa linea a forma di Y è composta da due rami: il ramo superiore collega la Bretagna e il Pays-de-la-Loire; il ramo inferiore collega il sud-ovest del paese.
Dopo Le Mans e Tours, la LGV Atlantique prosegue verso Rennes, Nantes e Bordeaux, a seconda delle diramazioni seguite.